# Olympische Sommerspiele 1936/Fechten – Florett (Frauen)
Der Wettkampf im Florettfechten der Frauen bei den Olympischen Spielen 1936 in Berlin fand vom 4. bis 5. August im Kuppelsaal und vor dem Haus des Deutschen Sports im Deutschen Sportforum statt.
Jede Nation durfte bis zu drei Fechterinnen nominieren. Olympiasiegerin wurde Ilona Elek-Schacherer aus Ungarn. Silber gewann die Deutsche Helene Mayer und Bronze ging an Ellen Müller-Preis aus Österreich. Die drei Medaillengewinnerinnen galten im Sinne der von den Nationalsozialisten rund ein Jahr zuvor beschlossenen Nürnberger Rassegesetze als „Halbjuden“.

## Ergebnisse

### Erste Runde

#### Pool 1
| Rang | Athletin              | Nation             | Punkte | S. | N. | Eigene Treffer | Gegner Treffer |
| ---- | --------------------- | ------------------ | ------ | -- | -- | -------------- | -------------- |
| 1    | Ilona Elek-Schacherer | Ungarn             | 8      | 4  | 0  | 20             | 5              |
| 2    | Elisabeth Grasser     | Österreich         | 8      | 4  | 1  | 24             | 13             |
| 3    | Denise Kramer-Scholer | Schweiz            | 8      | 4  | 1  | 21             | 15             |
| 4    | Toos van der Klaauw   | Niederlande        | 6      | 3  | 2  | 16             | 15             |
| 5    | Joanna de Tuscan      | Vereinigte Staaten | 2      | 1  | 4  | 15             | 21             |
| 6    | Carmen Raisová        | Tschechoslowakei   | 2      | 1  | 4  | 15             | 23             |
| 7    | Andrée Boisson        | Frankreich         | 0      | 0  | 5  | 6              | 25             |

#### Pool 2
| Rang | Athletin             | Nation          | Punkte | S. | N. | Eigene Treffer | Gegner Treffer |
| ---- | -------------------- | --------------- | ------ | -- | -- | -------------- | -------------- |
| 1    | Helene Mayer         | Deutsches Reich | 12     | 6  | 0  | 30             | 6              |
| 2    | Erna Bogen           | Ungarn          | 10     | 5  | 1  | 27             | 18             |
| 3    | Margit Kristijan     | Jugoslawien     | 8      | 4  | 2  | 25             | 21             |
| 4    | Hilda von Puttkammer | Brasilien       | 6      | 3  | 3  | 19             | 20             |
| 5    | Berit Granquist      | Schweden        | 4      | 2  | 4  | 20             | 26             |
| 6    | Betty Arbuthnott     | Großbritannien  | 0      | 0  | 5  | 12             | 25             |
| 6    | Nancy Archibald      | Kanada          | 0      | 0  | 5  | 8              | 25             |

#### Pool 3
| Rang | Athletin          | Nation             | Punkte | S. | N. | Eigene Treffer | Gegner Treffer |
| ---- | ----------------- | ------------------ | ------ | -- | -- | -------------- | -------------- |
| 1    | Karen Lachmann    | Dänemark           | 8      | 4  | 1  | 21             | 11             |
| 2    | Marion Lloyd      | Vereinigte Staaten | 6      | 3  | 2  | 19             | 15             |
| 3    | Adèle Christiaens | Belgien            | 6      | 3  | 2  | 19             | 17             |
| 4    | Olga Oelkers      | Deutsches Reich    | 6      | 3  | 2  | 20             | 18             |
| 5    | Marie Šedivá      | Tschechoslowakei   | 4      | 2  | 3  | 14             | 20             |
| 6    | Marguerite Reuche | Großbritannien     | 0      | 0  | 5  | 13             | 25             |

#### Pool 4
| Rang | Athletin        | Nation          | Punkte | S. | N. | Eigene Treffer | Gegner Treffer |
| ---- | --------------- | --------------- | ------ | -- | -- | -------------- | -------------- |
| 1    | Hedwig Haß      | Deutsches Reich | 12     | 6  | 0  | 30             | 5              |
| 2    | Ulla Barding    | Dänemark        | 8      | 4  | 1  | 21             | 11             |
| 3    | Ilona Vargha    | Ungarn          | 6      | 3  | 1  | 17             | 9              |
| 4    | Ingeborg Scheel | Schweiz         | 4      | 2  | 4  | 14             | 24             |
| 5    | Suat Aşani      | Türkei          | 4      | 2  | 3  | 16             | 18             |
| 6    | Aileen Thomas   | Kanada          | 4      | 2  | 4  | 20             | 28             |
| 7    | Thea Kellner    | Rumänien        | 0      | 0  | 6  | 7              | 30             |

#### Pool 5
| Rang | Athletin           | Nation     | Punkte | S. | N. | Eigene Treffer | Gegner Treffer |
| ---- | ------------------ | ---------- | ------ | -- | -- | -------------- | -------------- |
| 1    | Ellen Müller-Preis | Österreich | 10     | 5  | 0  | 25             | 7              |
| 2    | Agathe Turgis      | Frankreich | 6      | 3  | 1  | 19             | 12             |
| 3    | Madeleine Scrève   | Belgien    | 6      | 3  | 1  | 17             | 12             |
| 4    | Grete Olsen        | Dänemark   | 6      | 3  | 1  | 17             | 15             |
| 5    | Yvonne Bornand     | Schweiz    | 2      | 1  | 4  | 13             | 21             |
| 6    | Ebba Gripenstedt   | Schweden   | 4      | 2  | 4  | 18             | 28             |
| 7    | Halet Çambel       | Türkei     | 0      | 0  | 5  | 10             | 25             |

#### Pool 6
| Rang | Athletin                | Nation             | Punkte | S. | N. | Eigene Treffer | Gegner Treffer |
| ---- | ----------------------- | ------------------ | ------ | -- | -- | -------------- | -------------- |
| 1    | Friederike Wenisch      | Österreich         | 10     | 5  | 0  | 25             | 9              |
| 2    | Jenny Addams            | Belgien            | 8      | 4  | 1  | 24             | 14             |
| 3    | Judy Penn-Hughes        | Großbritannien     | 6      | 3  | 3  | 22             | 23             |
| 4    | Dorothy Locke           | Vereinigte Staaten | 6      | 3  | 3  | 22             | 24             |
| 5    | Ivka Tavčar             | Jugoslawien        | 4      | 2  | 4  | 22             | 24             |
| 6    | Gerda Gantz             | Rumänien           | 4      | 2  | 4  | 15             | 24             |
| 7    | Kathleen Hughes-Hallett | Kanada             | 2      | 1  | 5  | 16             | 27             |

### Viertelfinale

#### Pool 1
| Rang | Athletin          | Nation             | Punkte | S. | N. | Eigene Treffer | Gegner Treffer |
| ---- | ----------------- | ------------------ | ------ | -- | -- | -------------- | -------------- |
| 1    | Elisabeth Grasser | Österreich         | 10     | 5  | 0  | 25             | 15             |
| 2    | Jenny Addams      | Belgien            | 8      | 4  | 1  | 24             | 14             |
| 3    | Dorothy Locke     | Vereinigte Staaten | 4      | 2  | 3  | 20             | 20             |
| 4    | Erna Bogen-Bogáti | Ungarn             | 4      | 2  | 3  | 19             | 21             |
| 5    | Ulla Barding      | Dänemark           | 2      | 1  | 4  | 16             | 24             |
| 5    | Ingeborg Scheel   | Schweiz            | 2      | 1  | 4  | 14             | 24             |

#### Pool 2
| Rang | Athletin           | Nation          | Punkte | S. | N. | Eigene Treffer | Gegner Treffer |
| ---- | ------------------ | --------------- | ------ | -- | -- | -------------- | -------------- |
| 1    | Ellen Müller-Preis | Österreich      | 10     | 5  | 0  | 25             | 11             |
| 2    | Judy Penn-Hughes   | Großbritannien  | 8      | 4  | 1  | 24             | 19             |
| 3    | Olga Oelkers       | Deutsches Reich | 6      | 3  | 2  | 23             | 16             |
| 4    | Grete Olsen        | Dänemark        | 4      | 2  | 3  | 19             | 22             |
| 5    | Margit Kristijan   | Jugoslawien     | 2      | 1  | 4  | 13             | 22             |
| 6    | Adèle Christiaens  | Belgien         | 0      | 0  | 5  | 11             | 25             |

#### Pool 3
| Rang | Athletin             | Nation             | Punkte | S. | N. | Eigene Treffer | Gegner Treffer |
| ---- | -------------------- | ------------------ | ------ | -- | -- | -------------- | -------------- |
| 1    | Helene Mayer         | Deutsches Reich    | 8      | 4  | 0  | 20             | 2              |
| 2    | Marion Lloyd         | Vereinigte Staaten | 6      | 3  | 1  | 16             | 12             |
| 3    | Ilona Vargha         | Ungarn             | 6      | 3  | 1  | 18             | 15             |
| 4    | Madeleine Scrève     | Belgien            | 2      | 1  | 3  | 10             | 15             |
| 5    | Friederike Wenisch   | Österreich         | 2      | 1  | 3  | 13             | 16             |
| 6    | Hilda von Puttkammer | Brasilien          | 0      | 0  | 5  | 11             | 25             |

#### Pool 4
| Rang | Athletin              | Nation          | Punkte | S. | N. | Eigene Treffer | Gegner Treffer |
| ---- | --------------------- | --------------- | ------ | -- | -- | -------------- | -------------- |
| 1    | Hedwig Haß            | Deutsches Reich | 10     | 5  | 0  | 25             | 6              |
| 2    | Karen Lachmann        | Dänemark        | 8      | 4  | 1  | 21             | 9              |
| 3    | Ilona Elek-Schacherer | Ungarn          | 4      | 2  | 3  | 20             | 19             |
| 4    | Toos van der Klaauw   | Niederlande     | 4      | 2  | 3  | 15             | 23             |
| 5    | Denise Kramer-Scholer | Schweiz         | 2      | 1  | 4  | 15             | 21             |
| 6    | Agathe Turgis         | Frankreich      | 0      | 0  | 5  | 7              | 25             |

### Halbfinale

#### Pool 1
| Rang | Athletin           | Nation             | Punkte | S. | N. | Eigene Treffer | Gegner Treffer |
| ---- | ------------------ | ------------------ | ------ | -- | -- | -------------- | -------------- |
| 1    | Jenny Addams       | Belgien            | 6      | 3  | 1  | 18             | 10             |
| 2    | Ellen Müller-Preis | Österreich         | 6      | 3  | 1  | 19             | 13             |
| 2    | Ilona Vargha       | Ungarn             | 6      | 3  | 1  | 17             | 13             |
| 4    | Hedwig Haß         | Deutsches Reich    | 4      | 2  | 2  | 16             | 16             |
| 5    | Marion Lloyd       | Vereinigte Staaten | 2      | 1  | 4  | 19             | 20             |
| 6    | Olga Oelkers       | Deutsches Reich    | 2      | 1  | 4  | 7              | 24             |

#### Pool 2
| Rang | Athletin              | Nation             | Punkte | S. | N. | Eigene Treffer | Gegner Treffer |
| ---- | --------------------- | ------------------ | ------ | -- | -- | -------------- | -------------- |
| 1    | Ilona Elek-Schacherer | Ungarn             | 10     | 5  | 0  | 25             | 10             |
| 2    | Helene Mayer          | Deutsches Reich    | 8      | 4  | 1  | 21             | 11             |
| 3    | Elisabeth Grasser     | Österreich         | 4      | 2  | 3  | 19             | 17             |
| 3    | Karen Lachmann        | Dänemark           | 4      | 2  | 3  | 17             | 17             |
| 5    | Dorothy Locke         | Vereinigte Staaten | 2      | 1  | 4  | 8              | 21             |
| 6    | Judy Penn-Hughes      | Großbritannien     | 2      | 1  | 4  | 10             | 24             |

### Finale
| Rang | Athlet                | Nation          | Punkte | S. | N. | Eigene Treffer | Gegner Treffer |
| ---- | --------------------- | --------------- | ------ | -- | -- | -------------- | -------------- |
| 1    | Ilona Elek-Schacherer | Ungarn          | 12     | 6  | 1  | 33             | 17             |
| 2    | Helene Mayer          | Deutsches Reich | 10     | 5  | 2  | 33             | 19             |
| 3    | Ellen Müller-Preis    | Österreich      | 10     | 5  | 2  | 32             | 20             |
| 4    | Hedwig Haß            | Deutsches Reich | 10     | 5  | 2  | 30             | 23             |
| 5    | Karen Lachmann        | Dänemark        | 6      | 3  | 4  | 23             | 24             |
| 6    | Jenny Addams          | Belgien         | 4      | 2  | 5  | 18             | 28             |
| 7    | Ilona Vargha          | Ungarn          | 4      | 2  | 5  | 17             | 31             |
| 8    | Elisabeth Grasser     | Österreich      | 0      | 0  | 7  | 11             | 35             |

| Begegnung             | Begegnung             | Ergebnis | Ergebnis |
| --------------------- | --------------------- | -------- | -------- |
| Ilona Elek-Schacherer | Helene Mayer          | 5        | 4        |
| Ilona Elek-Schacherer | Ellen Müller-Preis    | 5        | 3        |
| Ilona Elek-Schacherer | Karen Lachmann        | 5        | 3        |
| Ilona Elek-Schacherer | Jenny Addams          | 5        | 1        |
| Ilona Elek-Schacherer | Ilona Vargha          | 5        | 1        |
| Ilona Elek-Schacherer | Elisabeth Grasser     | 5        | 0        |
| Helene Mayer          | Hedwig Haß            | 5        | 3        |
| Helene Mayer          | Karen Lachmann        | 5        | 2        |
| Helene Mayer          | Jenny Addams          | 5        | 0        |
| Helene Mayer          | Ilona Vargha          | 5        | 1        |
| Helene Mayer          | Elisabeth Grasser     | 5        | 3        |
| Ellen Müller-Preis    | Helene Mayer          | 5        | 4        |
| Ellen Müller-Preis    | Karen Lachmann        | 5        | 2        |
| Ellen Müller-Preis    | Jenny Addams          | 5        | 2        |
| Ellen Müller-Preis    | Ilona Vargha          | 5        | 1        |
| Ellen Müller-Preis    | Elisabeth Grasser     | 5        | 1        |
| Hedwig Haß            | Ilona Elek-Schacherer | 5        | 3        |
| Hedwig Haß            | Ellen Müller-Preis    | 5        | 4        |
| Hedwig Haß            | Karen Lachmann        | 5        | 1        |
| Hedwig Haß            | Jenny Addams          | 5        | 4        |
| Hedwig Haß            | Elisabeth Grasser     | 5        | 1        |
| Karen Lachmann        | Jenny Addams          | 5        | 1        |
| Karen Lachmann        | Ilona Vargha          | 5        | 2        |
| Karen Lachmann        | Elisabeth Grasser     | 5        | 1        |
| Jenny Addams          | Ilona Vargha          | 5        | 2        |
| Jenny Addams          | Elisabeth Grasser     | 5        | 1        |
| Ilona Vargha          | Hedwig Haß            | 5        | 2        |
| Ilona Vargha          | Elisabeth Grasser     | 5        | 4        |